# Гизольфи, Бускарелло
Бускарелло де Гизольфи, Бускарель (лат. Buscarellus de Gisulfo) — генуэзский купец и дипломат, служивший монгольским ильханам государства Хулагуидов в конце XIII — начале XIV века. Принадлежал к могущественной семье Гизольфи, которая играла важную роль в морской торговле Генуэзской республики. Бускарелло был одним из многих европейцев, таких как Марко Поло, Изол Пизанец и Томмазо Анфосси, находившихся в то время на службе у монгольских правителей.
В первый раз Бускарелло де Гизольфи упоминается в документах под 1274 годом в связи с оснащением галеры. В 1279 он со своими братьями был в киликийском городе Айас. Впоследствии Бускарелло поступил на службу к Аргуну (1284—1291), став офицером личной охраны ильхана с титулом хорчи.

## Посольства Аргуна

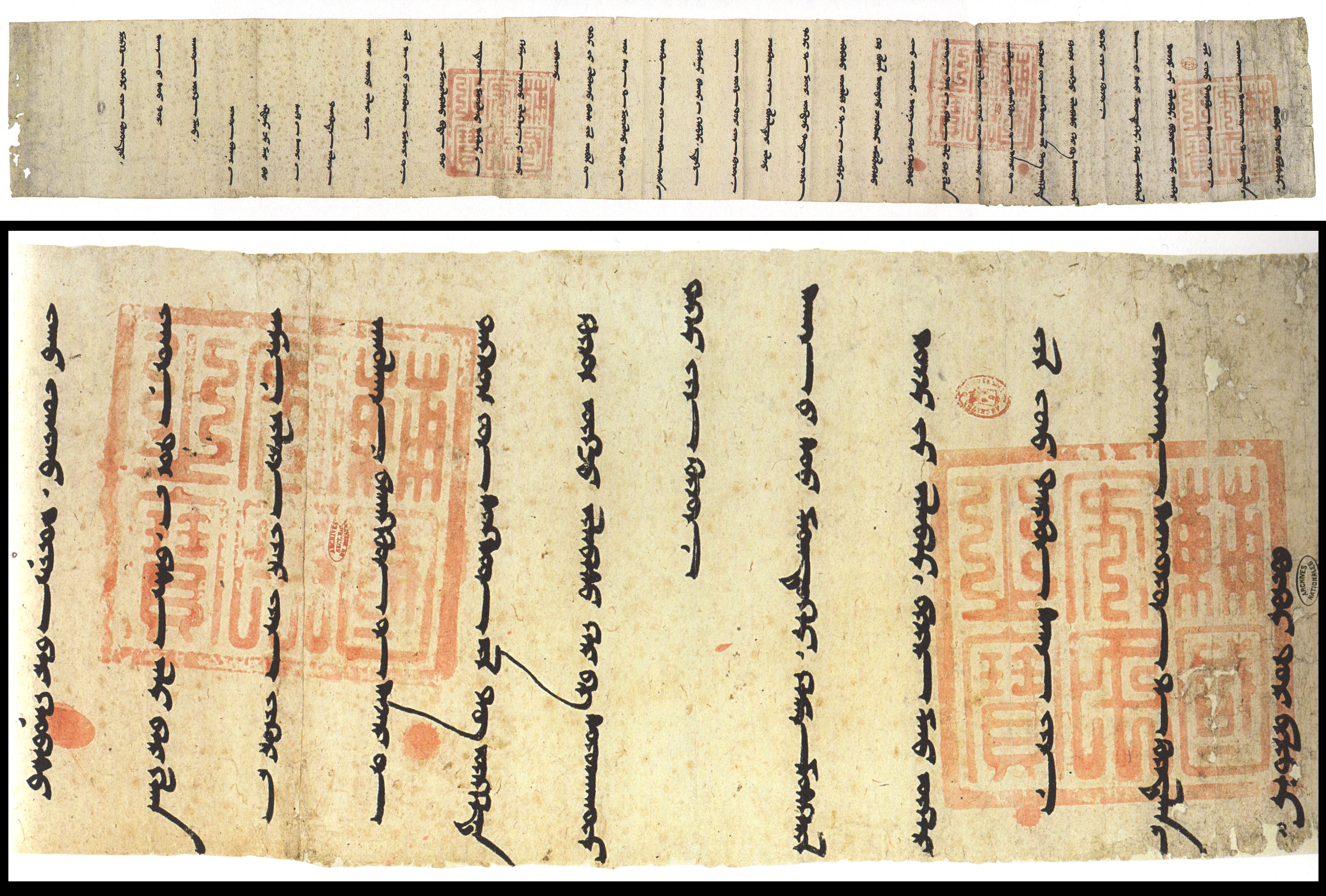
Письмо Аргун-хана от 11 мая 1289 года, доставленное Филиппу IV Бускарелло де Гизольфи. Написано на монгольском языке уйгурскими буквами, снабжено печатью с китайскими иероглифами. Бумага изготовлена в Корее. 182×25 см. Французские Национальные Архивы.

Весной 1289 года Аргун отправил его послом к папе Николаю IV (1288—1292), Филиппу IV Французскому (1285—1314) и Эдуарду I Английскому (1272—1307). Главная задача посольства — получить поддержку европейских государей для завоевания Сирии и Палестины. Осенью 1289 Бускарелло прибыл в Рим. В ноябре или декабре того же года он доставил Филиппу IV письмо, приглашающее к сотрудничеству в военной кампании (конец 1290 — начало 1291 года) против египетского султана. Зимой 1290 Аргун намеревался встать лагерем под Дамаском и ожидать союзников. Бускарелло получил от французского короля ответ на письмо ильхана, привезённое предыдущим посольством во главе с раббан Саумой (1287—1288). 5 января 1290 года Бускарелло прибыл в Лондон, где передал послание Аргуна Эдуарду I. Король обещал поставить ильхана в известность, когда решит предпринять поход в Святую землю.

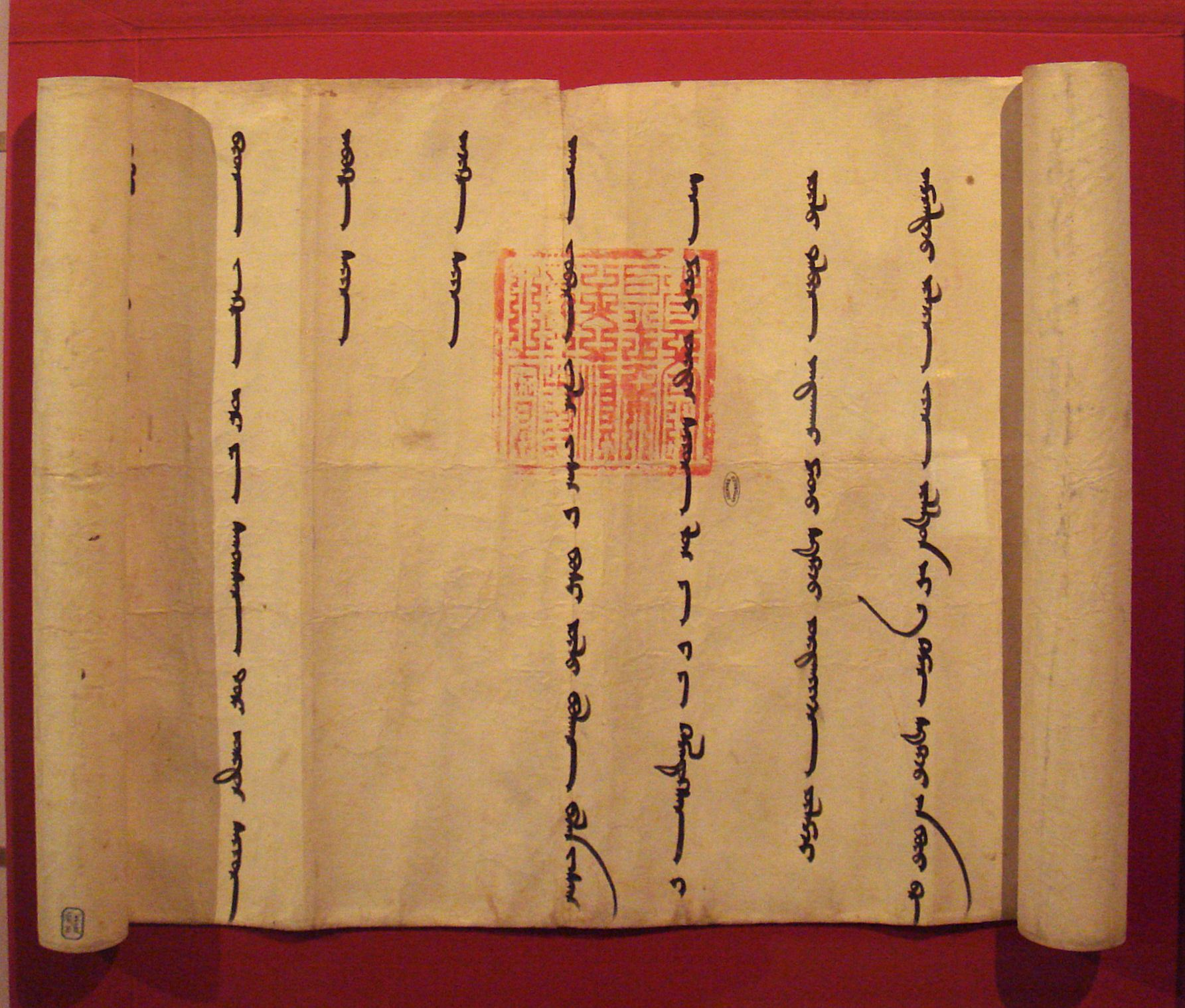
Письмо ильхана Олджейту от 28 мая 1305 года, доставленное Филиппу IV Бускарелло де Гизольфи. Размеры свитка — 302×50 см.

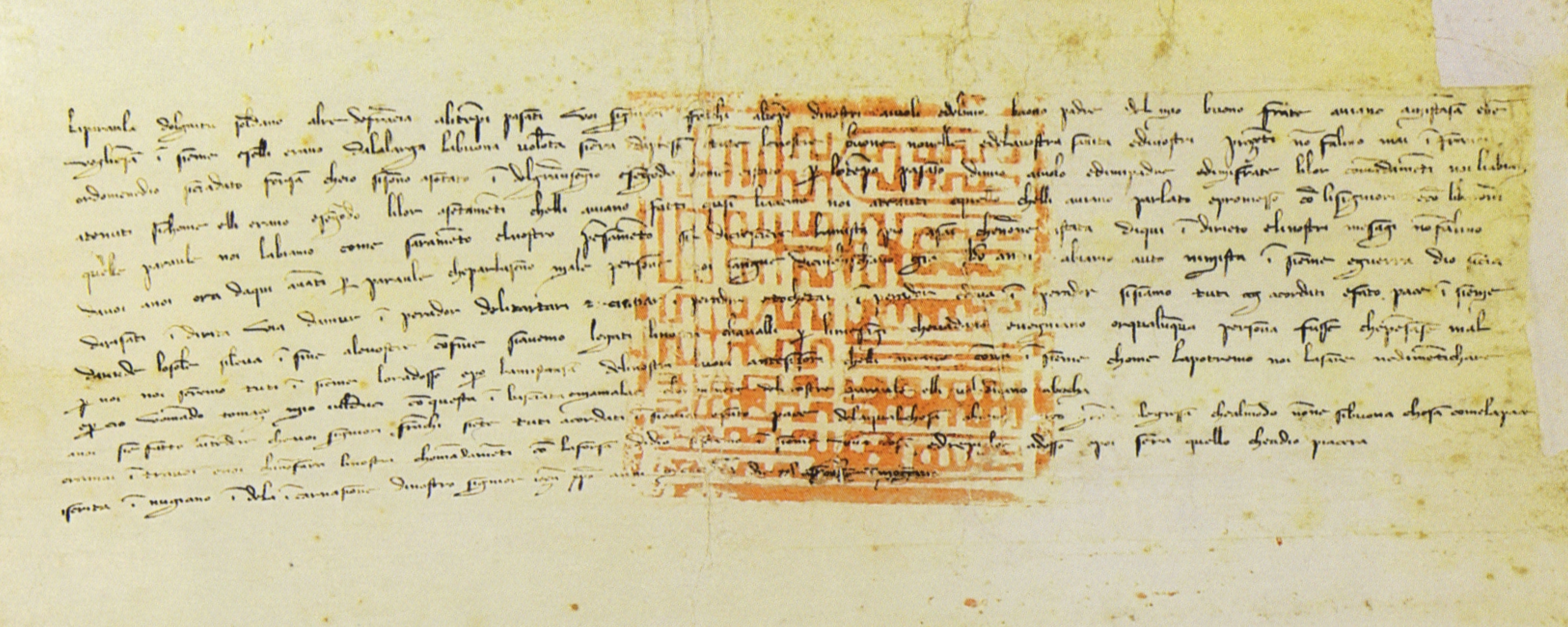
Перевод письма Олджейту Филиппу IV, сделанный Бускарелло на обратной стороне свитка.

В конце того же 1290 года Бускарелло возглавил новое посольство Аргуна, в которое входили также знатные монголы Чаган (Заган) и Сабадин (Забедин). Папе было доставлено послание ильхана, написанное 14 мая в Урмии. В 1291 Бускарелло был в Генуе, откуда отправился в Иран в сопровождении посланника английского короля сэра Джеффри Лэнгли. Племянник Бускарелло Коррадо де Гизольфи предпринял поездку из Самсуна на черноморском побережье, чтобы получить охранную грамоту для посольства, которое достигло столицы Хулагуидов Тебриза в 1292 году. Письмо папы, датируемое августом или сентябрём 1291, не застало Аргуна в живых — он скончался 10 марта 1291.

## Посольства Газана и Олджейту
Сын Аргуна Газан (1295—1304) продолжал поддерживать активные дипломатические контакты с Европой. В 1301 году Бускарелло доставил ему послание от папы Бонифация VIII (1294—1303). Ильхан, вернувшийся весной 1301 из неудачного похода в Сирию, в преддверии нового похода стремился создать коалицию с европейскими государями. Газан отправил Бускарелло, Кокедея и Тюменя к папе с письмом от 12 апреля 1302 года. Также они привезли письма от хана и несторианского католикоса мар Ябалахи III королю Эдуарду I, который ответил на них 12 марта 1303 года.
Брат Газана Олджейту (1304—1316) не оставлял попыток заключить военный союз с европейцами. 28 марта 1305 года он отправил письмо Филиппу Французскому. Бускарелло, доставивший послание, сделал для короля перевод на обратной стороне свитка. Олджейту обещал обеспечить крестоносцев по прибытии их в Святую землю 100 000 лошадей.
Затем Бускарелло исчезает из документов; умер он до 1317 года. В честь своего покровителя Аргуна он назвал сына, но Аргоне де Гизольфи, вероятно, никогда не посещал Иран, который был закрыт для генуэзцев в 1343. Однако семья Гизольфи оставалась весьма активной в генуэзской торговле на Чёрном море. Например, семейство Гизольфи с 1419 года владело городом Матрега на Таманском полуострове. Заккария де Гизольфи удерживал семейные владения в условиях турецкой экспансии вплоть до 1482 года.